# Xələc (Ucar)
Xələc è un comune dell'Azerbaigian situato nel distretto di Ucar. Conta una popolazione di 853 abitanti.